# William Agel de Mello
William Agel de Mello, (Catalão, 18 de julho de 1937 – Goiânia, 27 de maio de 2024) foi um escritor, diplomata e dicionarista brasileiro.

## Biografia
Com ascendência luso-libanesa, William era filho de Sebastião Pinto de Mello e de Alice Agel de Mello. Estudou o ensino básico no Colégio Ateneu Dom Bosco e no Liceu de Goiânia, de onde seguiu os estudos no Instituto Rio Branco no Rio de Janeiro.[carece de fontes?]
Seu tabalho envolve ficção, tradução, lexicografia e ensaio. É reconhecido por vários autores de antologias, enciclopédias e dicionários biográficos e é citado em vários livros, revistas e jornais no Brasil e no exterior. João Guimarães Rosa, de quem foi secretário quando este foi embaixador, escreveu um livro, Cartas a William Agel de Mello, tratando das correspondências enviadas a William quando ele acompanhava a tradução e publicação das obras de Rosa para o espanhol e atuava como seu representante junto a editora Seix Barral.
Em sua carreira de diplomata trabalhou em diversos países da Europa, América Latina, Ásia e da África, contribuindo para o desenvolvimento da cultura nesses países.[parcial?] É membro da Academia Catalana de Letras e União Brasileira de Escritores de Goiás.

## Obras de ficção
- O Último Dia do Homem (romance)[5]

## Obras traduzidas
- Antologia Poética de Lorca[6]